# Institut průmyslového designu

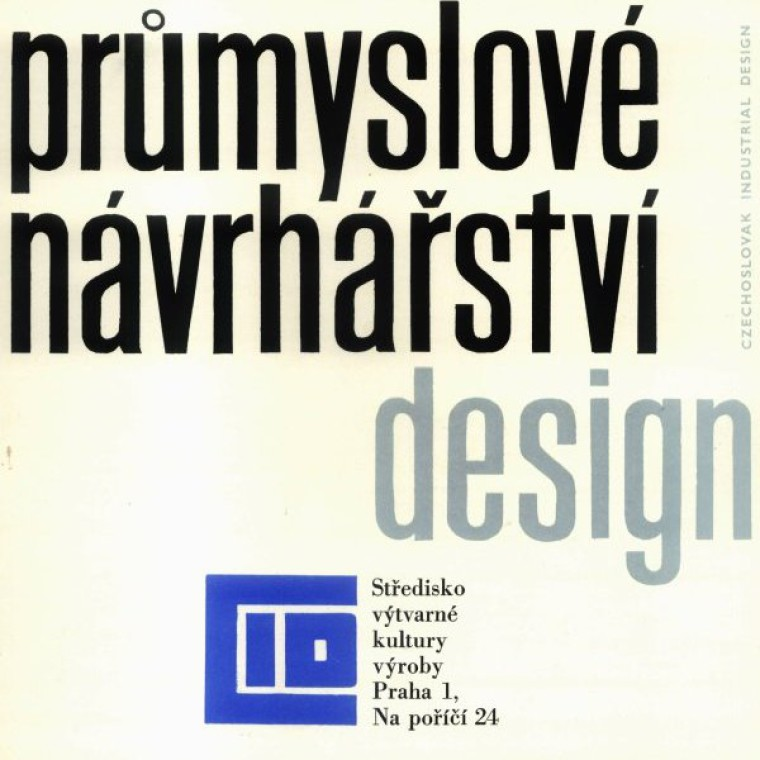
Logotyp CID (Czechoslovak Industrial Design) užívaný IPD zavedlo do praxe již Středisko výtvarné kultury výroby v 60. létech 20. století

Institut průmyslového designu (IPD) bylo vědecko-výzkumné pracoviště zaměřené na podporu kvality designu průmyslových produktů, se sídlem v Praze a pobočkou v Bratislavě. Fungoval v Československu v letech 1972–1990 v rámci systému státem plánovaného hospodářství. Byl začleněn do Federálního ministerstva pro technický a investiční rozvoj.

## Z historie IPD
Předchůdcem IPD byla Rada výtvarné kultury se svým Střediskem výtvarné kultury výroby (1964–1971). Institut sídlil v ulici Na Poříčí v Praze 1. V roce 1990 byla založena nástupnická organizace Design centrum České republiky se sídlem v Brně, do níž přešla část zaměstnanců IPD a byla převedena odborná knihovna.

## Tuzemský kontext

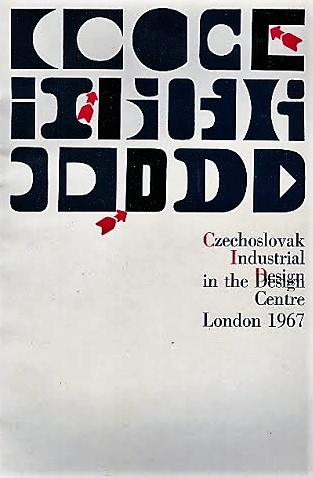
Reprezentační katalog výstavy čs. designu v Londýně roku 1967

IPD působil v rámci systému dalších státních odborných pracovišť jako byl Ústav bytové a oděvní kultury Praha (ÚBOK), Výzkumný ústav technické estetiky (VÚSTE), Československé středisko výstavby a architektury (ČSVA), Ústřední výtvarné středisko pro průmysl skla a jemné keramiky (ÚVS), Výzkumný ústav obráběcích strojů a obrábění (VÚOSO), Výzkumný a vývojový ústav nábytkářský Brno (VVÚN) ad. Jednotlivé ústavy se lišily podílem výzkumné a organizační činnosti. Také podílem vědeckých, inženýrských pracovníků a designérů, resp. teoretiků designu.

## Činnost
Činnost IPD byla odborná, vzdělávací a organizační. Podle historiků umění a designu se mu nedařilo plnit důležité poslání – výrazně ovlivnit design produkce většiny státních podniků. Z organizační práce IPD připravoval každoroční udělování cen, pořádal či spolupořádal výstavy ve své budově i mimo ni, propagoval český design v zahraničí, především formou účasti na výstavách.
Důležité je sledovat odbornou výzkumnou činnost Institutu, která probíhala zčásti v kooperaci s jinými subjekty (státní zkušebny a odborné ústavy), čím byl suplován nedostatek vlastních specialistů a laboratoří. IPD byl totiž modelem v technologické společnosti nezastupitelného interdisciplinárního vědeckého pracoviště, které nezbytně zkoumá design zcela komplexně. Odbornou činnost IPD se ale nepodařilo historikům designu dostatečně dokumentovat a analyzovat. S odklonem od vědecké práce v Design centru ČR po roce 1990 byl další rozvoj celostního výzkumu ukončen a nepodařilo se jej iniciovat ani v univerzitním prostředí, kam přirozeně rovněž patří.
Jedinou školou, se kterou institut udržoval stálé styky prostřednictvím svých pracovníků-pedagogů (jako byl Miloslav Klinger), byla Vysoká škola uměleckoprůmyslová v Praze a její ateliér průmyslového designu, který v té době tvořil samostatnou pobočku školy se sídlem v Gottwaldově.

## Časopis a knihovna
K hlavnímu poslání IPD patřilo shromažďování odborných informací ze světa a jejich následná tuzemská distribuce. Proto již předchůdce IPD započal s budováním knihovny, kterou následně převzalo Design centrum ČR. Po jeho likvidaci přešel knižní fond částečně do veřejné knihovny Národního technického muzea a částečně do agentury Czech design.
K šíření odborných informací sloužilo také vydávání periodik. Rada výtvarné kultury vydávala reprezentační tematické ročenky. IPD potom časopis Design v teorii a praxi, později přejmenovaný na Průmyslový design. Přínosem bylo zaměření na ergonomii, inženýrskou psychologii, ekonomii, případně ekologii a celospolečenské souvislosti designu. Periodikum umožňovalo publikování také důležitých témat od autorů, kteří nebyli zaměstnanci IPD. Časopis nástupnického Design centra ČR měl již zaměření odlišné. Dominovala v něm estetika doplněná sociologií a marketinkem.
Designu v širším pojetí se v daném období věnovaly také časopisy vydávané dalšími subjekty, například Domov (ÚBOK), Tvar, Československá architektura nebo Umění a řemesla. Ve specializovaném pojetí pak periodika zaměřená na sklo, keramiku, textil, odívání, automobilismus apod.

## Udělování cen
Při organizaci soutěže „Vynikající výrobek roku“ byla série nejlepších produktů označena zlatými visačkami „Vybráno pro CID“, které provázely celou produkci zboží v obchodní síti. Obecná formulace ocenění vyžadovala nejen estetické hodnocení, které prováděla komise stanovená Institutem, ale také komplexní posouzení kvality, které bylo zadáno do státních zkušeben. K takovému komplexnímu hodnocení se v tuzemsku vrátila až roku 2007 česká cena za ergonomii designu.